# BK'
Abebe Bikila Costa Santos (Rio de Janeiro, 20 de março de 1989), conhecido pelo seu nome artístico BK', é um rapper, escritor e compositor brasileiro considerado um dos nomes mais influentes do cenário do rap brasileiro. Em suas composições apresenta temas como a violência policial, luta contra o racismo, desigualdade social, romances, ancestralidade, boemia e outros.

## Vida pessoal
BK' nasceu na Zona Oeste do Rio de Janeiro, no bairro de Cidade de Deus e aos 21 anos se mudou para o bairro do Catete, na Zona Sul do Rio de Janeiro.  Antes de se tornar rapper aos 28 anos, Abebe era produtor de vídeos e acadêmico de cinema, mas já esboçava suas letras de rap na adolescência, que ganharam maior proporção nas batalhas de rima que acontecem nos Arcos da Lapa.
Seu nome, Abebe Bikila, é uma homenagem a um atleta etíope de mesmo nome.

## Carreira

#### 2013-2015: Nectar Gang e Pirâmide Perdida
O grupo Nectar Gang foi composto pelos integrantes BK’, CHS, Bril e JXNVS e foi bem marcante na cena do rap underground carioca. Em 2013, os amigos rappers que viviam no entorno dos bairros do Catete, Lapa e Glória começaram a trabalhar na mixtape "Seguimos na Sombra", que só foi lançada oficialmente em 2015. O projeto de 16 faixas, contou com participações de Pedro Qualy e Sain, e produções de JXNV$, Goribeatzz, El Lif Beatz, Iky Castilho e Sain.

#### 2016: Início eCastelos & Ruínas
BK' estreou no cenário do Rap Nacional com o lançamento do álbum Castelos & Ruínas em 2016, em parceria com o coletivo independente Pirâmide Perdida Records. O álbum contou com a produção dos beatmakers El Lif e JXNV$, a participação do rapper Luccas Carlos em duas faixas e com o back-vocal da cantora Ashira em uma delas. Seu lançamento foi amplamente aclamado no meio Underground do rap, antes de ser endossado pelo MC Marechal, que sinalizou BK como o "futuro do rap", dando projeção nacional ao cantor. C&R acabou figurando nos debates sobre qual seria o melhor álbum nacional do ano de 2016, vencendo votações populares nos websites da RedBull e Genius. O sucesso e o reconhecimento que o BK recebeu com seu fenômeno o lançou em outros projetos de destaque no de 2016, como as cyphers Favela Vive 2 e Poetas no Topo, com artistas consagrados do gênero, e o projeto independente de seu coletivo, Pirâmide Perdida, Vol. 7.

#### 2017-2019: EPs e segundo álbum pelo selo Gigantes
Em 2017, lançou o seu primeiro EP, Antes dos Gigantes Chegarem, Vol. 1, com três faixas. Segundo o próprio artista, é uma síntese das ideias trabalhadas em Castelos & Ruínas. Ainda em 2017 deu sequência ao seu trabalho com a segunda parte do EP Antes dos Gigantes Chegarem, Vol. 2, descrito como um prelúdio ao seu próximo álbum de estúdio, Gigantes, lançado em 2018. O álbum foi eleito o 21º melhor disco brasileiro de 2018 pela revista Rolling Stone Brasil e um dos 25 melhores álbuns brasileiros do segundo semestre de 2018 pela Associação Paulista de Críticos de Arte.

#### 2020-2021: terceiro álbum de estúdio e EP
No ano de 2020, Abebe Bikila lançou seu terceiro álbum de estúdio chamado O Líder em Movimento, com letras que incentivam a autoestima do povo preto e o combate ao racismo.  O álbum possui 10 faixas e foi produzido em grande maioria por JXNV$, produtor que o acompanha desde seu primeiro disco solo. Mas também acompanha uma faixa produzida por Nansy Silvz e outra da dupla Deekapz. e não contou com participações especiais de outros rappers. Nas músicas são mencionados nomes e falas de personalidades negras importantes para a história, como por exemplo Abdias do Nascimento, Marielle Franco, Malcolm X, Martin Luther King, Tupac, Notorious B.I.G, ressaltando a representatividade e a luta do povo negro. 
BK' lança o EP Cidade do Pecado no ano seguinte, com 5 faixas que abordam a sua própria experiência de vida urbana no Rio de Janeiro, incluindo temas como cultura negra periférica, boemia e solidão. Mesmo com a sonoridade de batidas dançantes e alegres, as letras revelam um lado pessoal e vulnerável do rapper. Produzido novamente por JXNV$, o projeto conta com participações especiais de MC Marcelly, Mayra Andrade e Nill. Nele, Abebe traz pela primeira vez beats e ritmos de samba e funk.  

#### 2022: quarto álbum de estúdio
Em novembro de 2022, o rapper lançou o álbum Ícarus pelo selo Gigantes, com uma proposta de releitura do mito de Ícaro em analogia com a própria carreira e vida, que contou com mais de 2 milhões de acessos em plataformas de streaming no dia de lançamento. O disco conta com colaborações especiais de vários artistas, como L7NNON, Major RD, Carlos do Complexo, Sango, Marina Sena, Luccas Carlos, Julia Mestre e outros. Uma das ações de divulgação contou com o artista Nikolas Demurtas, que fez uma releitura da pintura clássica "A Queda de Ícaro" de Jacob Peter Gowy baseada no álbum de BK', que foi exibida no MAR (Museu de Arte do Rio) com recursos de realidade aumentada.

#### 2023
Foi uma das atrações musicais da cerimônia de entrega do Prêmio Sim à Igualdade Racial 2023, ao lado de Owerá, MC Soffia, Linn da Quebrada, Kaê Guajajara, Liniker e Jonathan Ferr.

## Discografia

#### Álbuns
- 2016 - Castelos & Ruínas
- 2018 - Gigantes
- 2020 - O Líder Em Movimento
- 2022 - ICARUS
- 2025 - Diamantes, Lágrimas e Rostos Para Esquecer

#### EP's
- 2017 - Antes dos Gigantes Chegarem, vol. 1
- 2017 - Antes dos Gigantes Chegarem, vol. 2
- 2021 - Cidade do Pecado

#### Em conjunto com o coletivo Pirâmide Perdida
- 2016 - Mixtape Pirâmide Perdida vol. 7

#### Em conjunto com o o selo Gigantes
- 2023 - VERÃO CRIMINOSO